# Correlazione tra segnali acustici

Picco rivelatore del grado di correlazione tra due segnali elettrici

Il processo di correlazione tra segnali acustici è un efficace mezzo, nell'ambito delle tecnologie sonar, per la scoperta dei semoventi navali che generano rumore.
La correlazione  indica il grado di dipendenza tra i valori assunti da due segnali acustici nel tempo e ne consente la rivelazione.
Se i due segnali sono generati in mare dalla stessa sorgente in condizioni di basso rumore ambiente e hanno lo stesso ritardo temporale il loro grado di correlazione è massimo e si possono rivelare facilmente; con il variare del ritardo il grado di correlazione decresce raggiungendo livelli molto bassi.
I due segnali in presenza di elevato rumore ambiente possono essere rivelati soltanto in condizioni particolari se hanno lo stesso ritardo temporale ;  se il tempo di ritardo tra i due non è uguale lo si può variare artificialmente fino alla rivelazione dei segnali quando possibile
La correlazione tra segnali acustici è illustrata nell'ambito del funzionamento di un particolare ricevitore di segnali; dispositivo indicato come Ricevitore in correlazione. 
Il ricevitore elabora i segnali elettrici di bassa frequenza generati da appositi sensori subacquei. indicati come idrofoni, che, colpiti dai segnali acustici in mare, consentono la misura del grado di correlazione tra i segnali.

## Ricevitore in correlazione
Il ricevitore in correlazione è una macchina costruita secondo la complessa teoria esposta dai ricercatori statunitensi James J. Faran Jr e Robert Hills Jr.ha il compito di misurare il livello di coerenza esistente tra due segnali elettrici.
Il ricevitore può essere realizzato sia con routine software sia con insiemi di componenti elettronici sparsi, si tratti di singolo correlatore o di correlatore multiplo ;
generalmente ha due ingressi per i segnali dei quali si deve misurare il grado di correlazione ed un'uscita che indica il livello di coerenza tra i segnali applicati.

### I segnali idrofonici

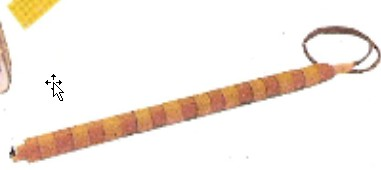
Sensori idrofonici del sonar IP70 dei sottomarini classe Sauro; L = 80 Cm: D = 3 Cm

I segnali idrofonici applicati all'ingresso del correlatore sono sempre generati da gruppi pari di sensori idrofonici (2; 4; 6; 8; ecc..) , vediamo un esempio per due sensori: 
1^ -Le tensioni d'uscita di una coppia d'idrofoni nel caso in cui questi siano colpiti dal solo rumore del mare visualizzate su oscilloscopio mostrano un andamento casuale.
Questo tipo di tensioni avrebbe lo stesso aspetto se assieme al rumore del mare fosse presente un flebile rumore generato da un semovente.
2^ -Se nell'ambiente marino fosse presente il rumore generato da una nave a livello sensibilmente elevato,  rispetto al rumore del mare,  i segnali d'uscita della coppia d'idrofoni mostrerebbero l'insieme del rumore del mare nel quale emerge il rumore del bersaglio. 
Se la situazione ambientale portasse alla condizione indicata nel 2º caso nessun processo di correlazione si renderebbe necessario dato che la presenza del segnale, essendo il suo livello elevato, sarebbe manifestamente evidenziata rispetto al rumore ambiente.
L'implementazione dei processi di correlazione, per evidenziare piccoli segnali mascherati dal rumore del mare è d'obbligo quando, nonostante la presenza di un segnale,  all'uscita dei sensori idrofonici si osserva ancora l'immagine mostrata nel 1º caso; in questa condizione non si può quindi affermare, quando l'immagine oscilloscopica è quella indicata,  ne la presenza ne l'assenza di segnale, confondendosi quest'ultimo nell'insieme della tensione di rumore.

### La tensione d'uscita
Nel caso di livelli di tensione molto piccoli ai capi degli idrofoni per scoprire se il segnale è presente o assente si deve operare con un ricevitore in correlazione; l'utilizzo di tale mezzo nel caso di presenza di segnale è illustrato da fotografie rilevate su sistemi sperimentali:
Fotografia in alto: uscita di un ricevitore in correlazione quando il rumore del mare è presente e il segnale è assente.
Fotografia in basso: uscita del ricevitore quando il segnale è presente a livello di {\displaystyle 1} e il rumore a livello {\displaystyle 2.5}. 
Nelle due fotografie le tracce luminose ondulanti non sono quelle all'uscita degli idrofoni ma prodotti spuri generati dai correlatori. 
Con questi metodi si possono scoprire, sotto particolari condizioni, segnali inquinati da rumore nel rapporto di {\displaystyle 1/10}, pari a {\displaystyle S/N=-20\ dB}.

## Il ricevitore in dettaglio

### Segnali d'ingresso

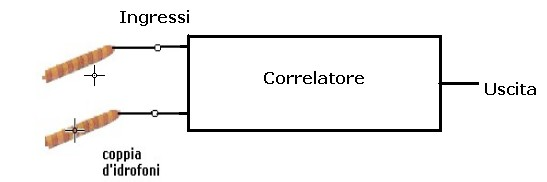
Circuito d'ingresso del correlatore

In un ricevitore in correlazione se il gruppo idrofonico è costituito da 2 soli elementi le tensioni degli idrofoni sono applicate direttamente ai due ingressi del sistema.

### Segnale d'uscita
Il livello d'uscita del correlatore quando le tensioni idrofoniche sono incoerenti presenta tensione continua a livello 0 più una componente perturbante detta varianza; per tensioni idrofoniche coerenti il livello d'uscita è massimo, si riduce mano a mano che aumenta il rumore del mare.

### Funzionamento

#### La caratteristica matematica
Il correlatore, nel caso che il rumore del bersaglio colpisca nello stesso tempo i due idrofoni,  esplica la sua funzione eseguendo il prodotto delle due tensioni idrofoniche secondo l'espressione:
{\displaystyle Vu=(N_{1}+S_{1})\cdot (N_{2}+S_{1})}
con:
{\displaystyle S_{1}} = tensione ai capi dei due idrofoni 
{\displaystyle N_{1}} = tensione dovuta al rumore del mare generata ai capi del primo idrofono della coppia. 
{\displaystyle N_{2}} = tensione dovuta al rumore del mare generata ai capi del secondo idrofono della coppia.
Il correlatore, dopo l'operazione di moltiplicazione, esegue la somma di tutti i prodotti in un processo d'integrazione.

#### Esecuzione del prodotto
L'operazione di moltiplicazione sopra indicata non è agevole da svilupparsi per via analogica data la difficoltà di messa a punto dei circuiti elettronici necessari; se invece di moltiplicare i segnali in ampiezza e segno si esegue l'operazione utilizzando soltanto i segni si ottengono ottimi risultati con circuitazione semplice; il correlatore che funziona su tale principio è denominato correlatore a coincidenza di polarità o correlatore digitale

#### Trasformazione dei segnalti

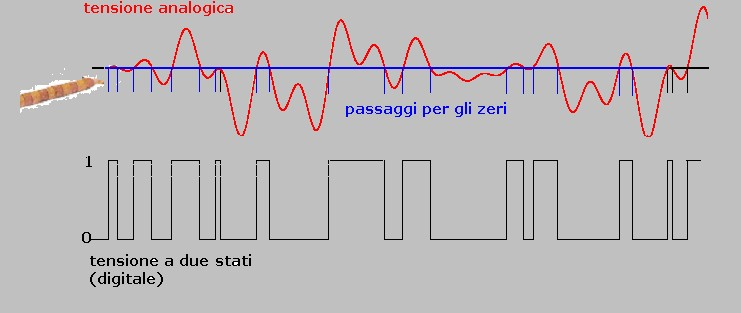
Limitatori d'ampiezza.

Per trasformare i segnali idrofonici da analogici (ampiezze e segni) in segnali a due stati (solo i segni) si limitano in ampiezza  le due tensioni idrofoniche da applicare al correlatore.
In figura si mostra il segnale analogico in rosso, i suoi passaggi per gli zeri in blu e la conseguente forma del segnale limitato in ampiezza, in nero,  quest'ultima cambia segno {\displaystyle (0)} od ogni {\displaystyle (1)} 
qualvolta la tensione analogica, ondulando, passa per il valore {\displaystyle 0}.
Le tensioni d'uscita dei limitatori sono indicate con i simboli {\displaystyle X_{1}(t)\ ;\ X_{2}(t)}

#### Moltiplicazione logica

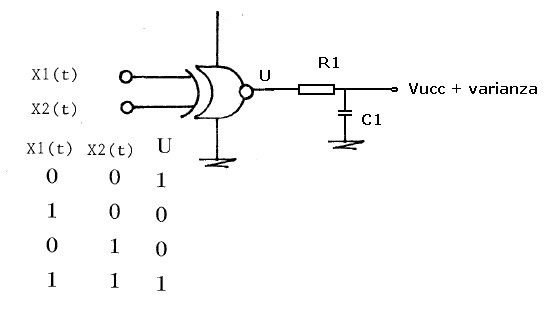
Moltiplicatore logico e integratore

Quando le tensioni idrofoniche sono trasformate in tensioni a due stati l'operazione di moltiplicazione tra esse è una semplice funzione logica di tipo nor esclusivo  , il cui circuito e risposta logica sono mostrate in figura.
L'uscita {\displaystyle U} del circuito esegue la funzione logica riportata in tabella mentre il gruppo integratore {\displaystyle R_{1}C_{1}}, sommando nel tempo i successivi stati di {\displaystyle \ \ U}  (processo d'integrazione), rende una tensione continua {\displaystyle Vucc+varianza.}
La struttura di figura è di fatto un correlatore in grado di rivelare un segnale coerente mascherato da rumori incoerenti.

#### Dimensioni delle variabili
Il livello di tensione continua ai capi del gruppo d'integrazione {\displaystyle R_{1}\ C_{1}}, indicata come {\displaystyle Vucc}, per una tensione di alimentazione del circuito logico (tipo cmos) di {\displaystyle +10\ V} , segue il seguente prospetto in dipendenza dello stato dei segnali applicati:
Per segnali d'ingresso coerenti la tensione d'uscita del correlatore è {\displaystyle Vucc=+10\ V}
Per segnali d'ingresso incoerenti {\displaystyle Vucc=+5\ V}
Il livello {\displaystyle Vucc=0\ V} si riscontra in casi molto particolari di coerenza tra i segnali.

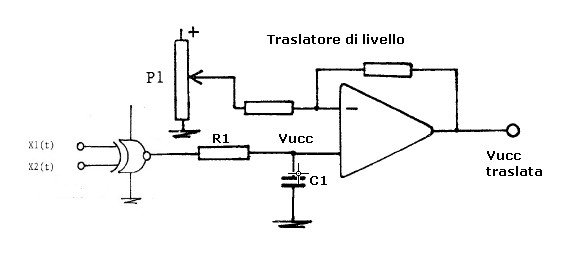
Correlatore con traslatore di livello

Per rendere più perspicuo l'impiego del correlatore, ed avere livello {\displaystyle Vucc=0} quando i segnali sono incoerenti, si trasla verso il basso la tensione ai capi di {\displaystyle C_{1}} , nel caso di {\displaystyle 5\ Vcc,} tramite un circuito ripetitore.
Con il nuovo circuito il prospetto precedente diventa:
Per segnali d'ingresso coerenti si ha {\displaystyle Vucc=+5\ V}
Per segnali d'ingresso incoerenti si ha {\displaystyle Vucc=0\ V}
Il livello {\displaystyle Vucc=-5\ V} si riscontra in casi molto particolari di coerenza tra i segnali.

#### L'uscita e il disturbo

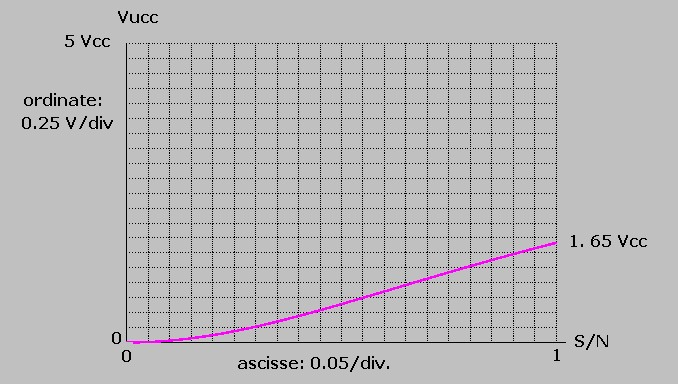
Ampiezza dell'uscita di un ricevitore in funzione del rapporto

La caratteristica d'uscita del correlatore dipende del rapporto tra segnale e disturbo {\displaystyle (S_{i}/N_{i})} espresso in forma lineare (non in decibel).
In figura è mostrata una curva di {\displaystyle Vucc}. ottenuta applicando la formula, valida per piccoli rapporti {\displaystyle S_{i}/N_{i}}:
{\displaystyle Vucc={\frac {10}{3.14}}Arcsen{\begin{Bmatrix}{\frac {1}{[1+({\frac {Ni}{Si}})^{2}]}}\end{Bmatrix}}} 
L'espressione,  calibrata per il circuito riportato nel paragrafo precedente ( cmos alimentato a {\displaystyle 10\ V} ), consente il calcolo dell'ampiezza della {\displaystyle Vucc} all'uscita del correlatore del circuito citato in dipendenza del rapporto Segnale/Disturbo {\displaystyle (S_{i}/N_{i})}.
Nella formula il valore massimo raggiungibile nell'ipotesi che il rumore {\displaystyle N_{i}} sia nullo è {\displaystyle Vucc=+5\ V} , quando invece il segnale è uguale al rumore {\displaystyle S_{i}/N_{i}=1} è {\displaystyle Vucc=+1.65\ V}.
Per segnale {\displaystyle S_{i}} assente: {\displaystyle S_{i}=0} ; è {\displaystyle Vucc=0+\ varianza}.
La curva è tracciata tra {\displaystyle S_{i}/N_{i}=0} (assenza di segnale) e {\displaystyle S_{i}/N_{i}=1} (segnale e rumore sono di uguale ampiezza).
In corrispondenza di questi due rapporti di {\displaystyle S_{i}/N_{i}} la {\displaystyle Vucc} del correlatore varia da: {\displaystyle Vucc=0} a {\displaystyle Vucc=1.65}.
Per semplicità espositiva, ne la formula ne il grafico mostrano la varianza  che invece è d'importanza rilevante per questi sistemi; l'ampiezza della varianza dipende dal prodotto {\displaystyle R1\ C1} ; se tale valore cresce la varianza diminuisce ma il correlatore ha una riduzione della velocità di risposta; un giusto compromesso va scelto in base alle necessità operative.

#### La varianza

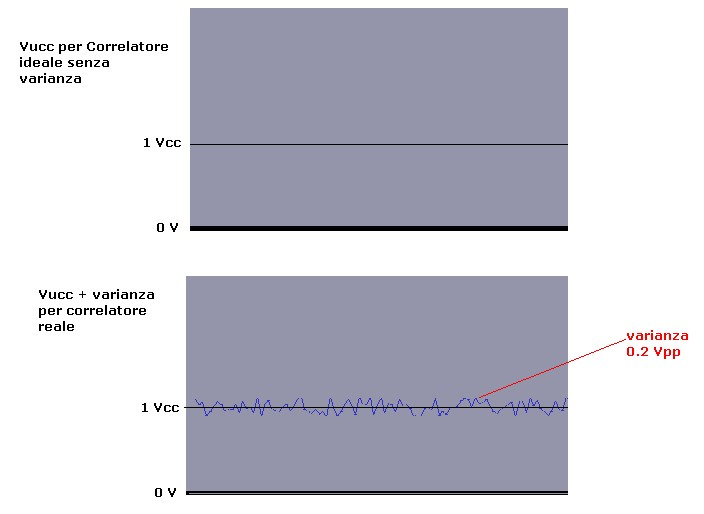
Confronto in uscita correlatore: in alto caso ideale, in basso caso reale

L'effetto della varianza  sulla capacità  di discriminazione  di un correlatore digitale è di notevole importanza; un'idea del comportamento della sua tensione d'uscita è illustrato in figura dove si mostra il confronto tra l'uscita del correlatore, in assenza di varianza (caso ideale) e lo stesso in presenza della varianza (caso reale) :
Il calcolo della varianza ( {\displaystyle Nu} ), nei correlatori digitali,  non dipende dal rapporto tra il segnale e il disturbo ma dal valore del prodotto {\displaystyle R_{1}\ C_{1}} espresso in secondi (costante di tempo d'integrazione) e dalla banda delle frequenze del rumore indicata con {\displaystyle (F_{2}-F_{1})}così come mostra la formula:
{\displaystyle Nu={\frac {10}{3.14{\sqrt {{\frac {6}{7}}\ 4RC\ (F_{2}-F_{1})}}}}} 
La formula è calibrata per circuito con integrato cmos alimentato a 10V.

#### La funzione di correlazione

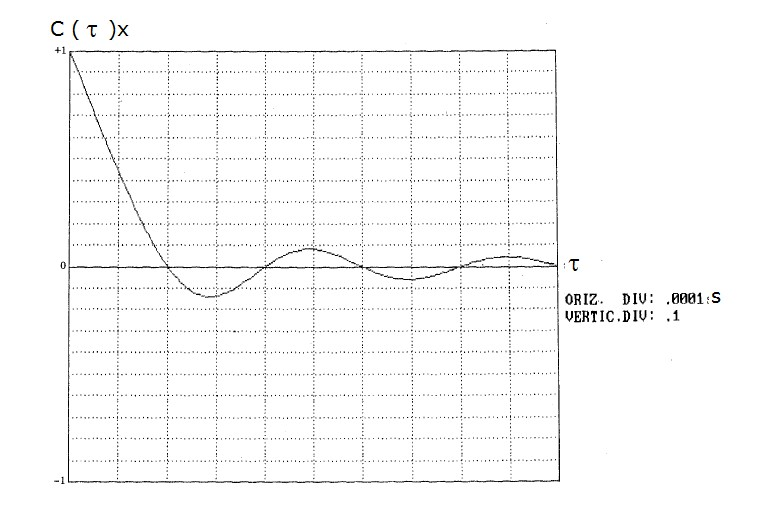
Funzione di correlazione in banda

La legge di variazione del segnale d'uscita dipende dal tempo di ritardo {\displaystyle \tau } tra le due tensioni d'ingresso secondo l'espressione:
{\displaystyle C(\tau )=(2/\pi )\ \arcsin \ [\sin \ (2\ \pi \cdot F_{1}\cdot \tau )/(2\pi \cdot F1\cdot \tau )]\ \ \ }
L'algoritmo riportato assume il nome di funzione di correlazione ed è 
rappresentabile in coordinate cartesiane come una curva la cui ampiezza dipende da {\displaystyle \tau }.
La formula è valida se lo spettro è di tipo rettangolare limitato nella banda compresa tra {\displaystyle 0\ e\ F_{1}}.